# Peter Pecha
Peter Pecha (ur. 16 listopada 1975) – słowacki zapaśnik walczący w stylu wolnym. Dwukrotny olimpijczyk. Zajął szesnaste miejsce w Sydney 2000 i dwunaste w Atenach 2004. Walczył w kategoriach 96–130 kg.
Pięciokrotny uczestnik mistrzostw świata; trzynasty w 1999. Piąty na mistrzostwach Europy w 2000 roku.
- Turniej w Sydney 2000 - 130 kg

Zwyciężył Greka Alexandrosa Laliotisa a przegrał z Chińczykiem Wang Yuanyuanem.
- Turniej w Atenach 2004 - 96 kg

Uległ Niemcowi Svenowi Thiele i Dawidowi Musulbiesowi z Rosji.